# طرفية ويندوز
طرفية ويندوز (بالإنجليزية: Windows Terminal)‏، (الاسم الكودي Cascadia )، وهي محاكاة طرفية لنظام التشغيل ويندوز 10 تم إنتاجها من قبل ميكروسوفت. يدعم كل من موجه الأوامر (CMD)، وباورشل، ونظام ويندوز الفرعي للينكس (WSL)، وبروتوكول النقل الآمن (SSH). بعد أن تم إصدار شيفرة مصدرية الأولية لطرفية ويندوز على موقع غيت هاب (GitHub)، نشر إصدار المعاينة لأول مرة على متجر مايكروسوفت في 21 يونيو 2019.